# Andorno Micca
Andorno Micca is een gemeente in de Italiaanse provincie Biella (regio Piëmont) en telt 3595 inwoners (31-12-2004). De oppervlakte bedraagt 12,1 km², de bevolkingsdichtheid is 297 inwoners per km².
De volgende frazioni maken deel uit van de gemeente: Cerruti, Colma, Locato Sup., Locato Inf., Lorazzo Sup., Lorazzo Inf., Ravizza, San Giuseppe di Casto.

## Demografie
Andorno Micca telt ongeveer 1585 huishoudens. Het aantal inwoners daalde in de periode 1991-2001 met 3,6% volgens cijfers uit de tienjaarlijkse volkstellingen van ISTAT.
| Jaar | Inwoneraantal |
| ---- | ------------- |
| 1991 | 3681          |
| 2001 | 3549          |

## Geografie
De gemeente ligt op ongeveer 544 m boven zeeniveau.
Andorno Micca grenst aan de volgende gemeenten: Biella, Callabiana, Campiglia Cervo, Fontainemore (AO), Gaby (AO), Miagliano, Pettinengo, Piedicavallo, Rassa (VC), Rosazza, Sagliano Micca, San Paolo Cervo, Selve Marcone, Tavigliano, Tollegno.

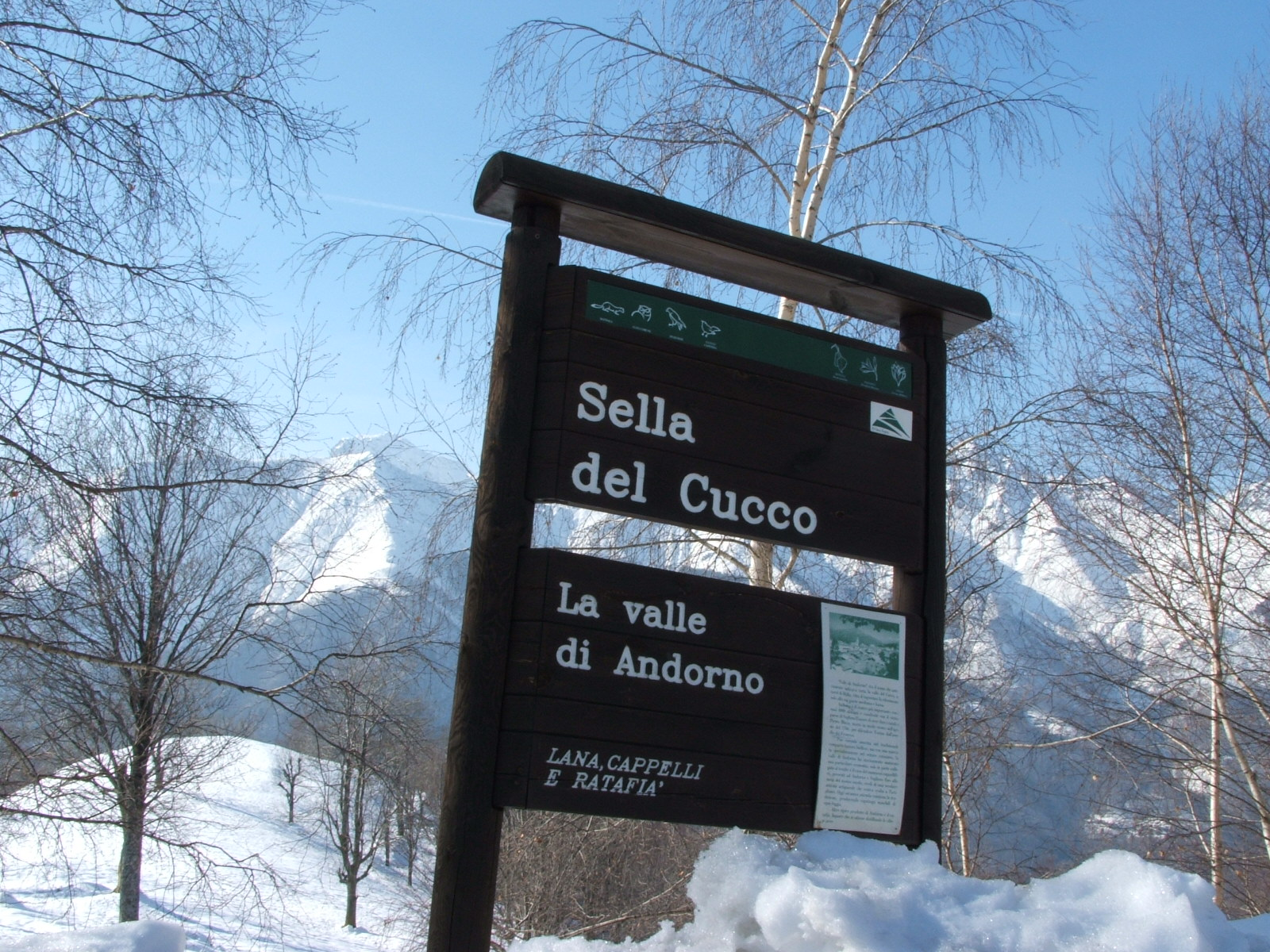
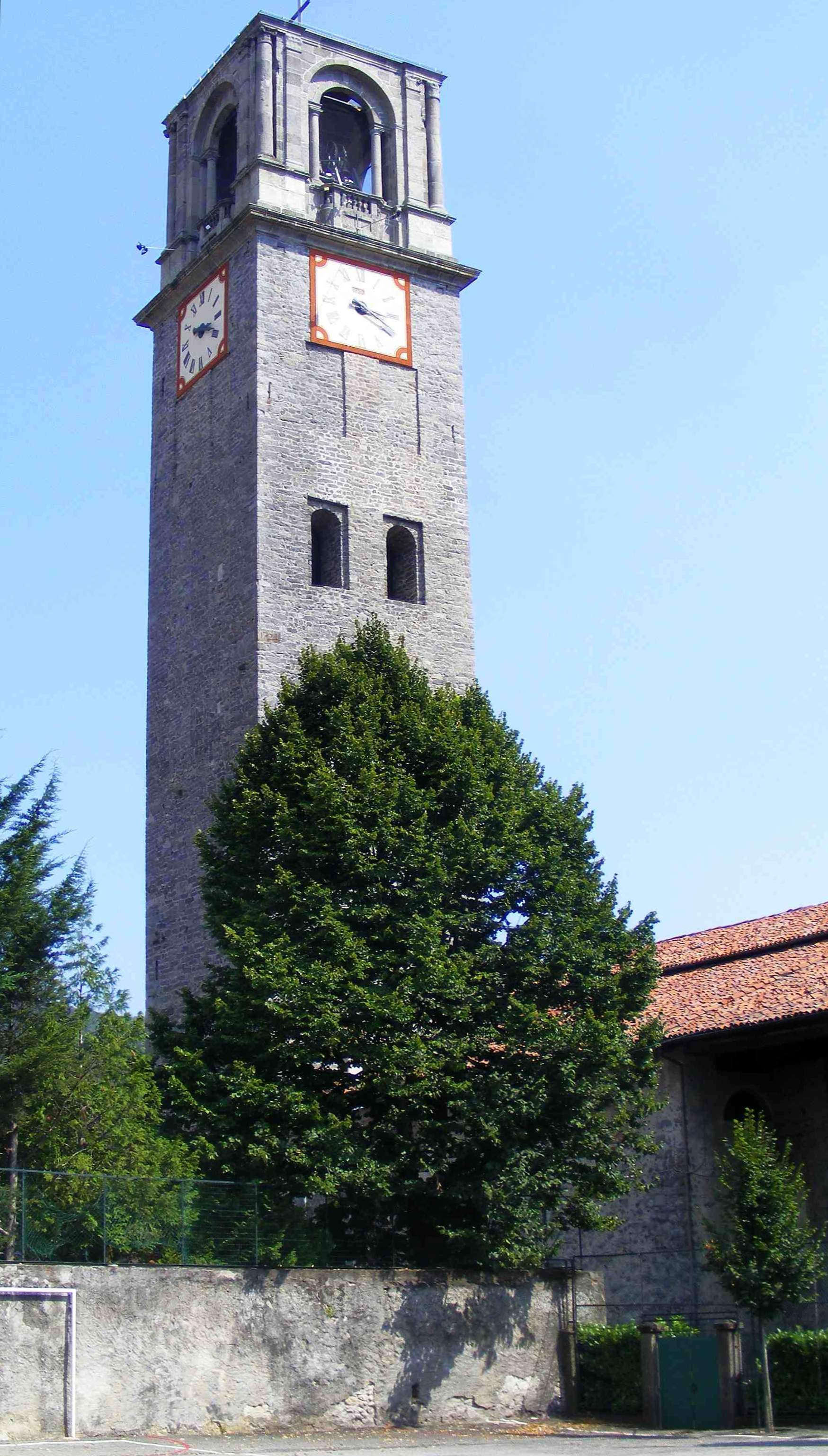
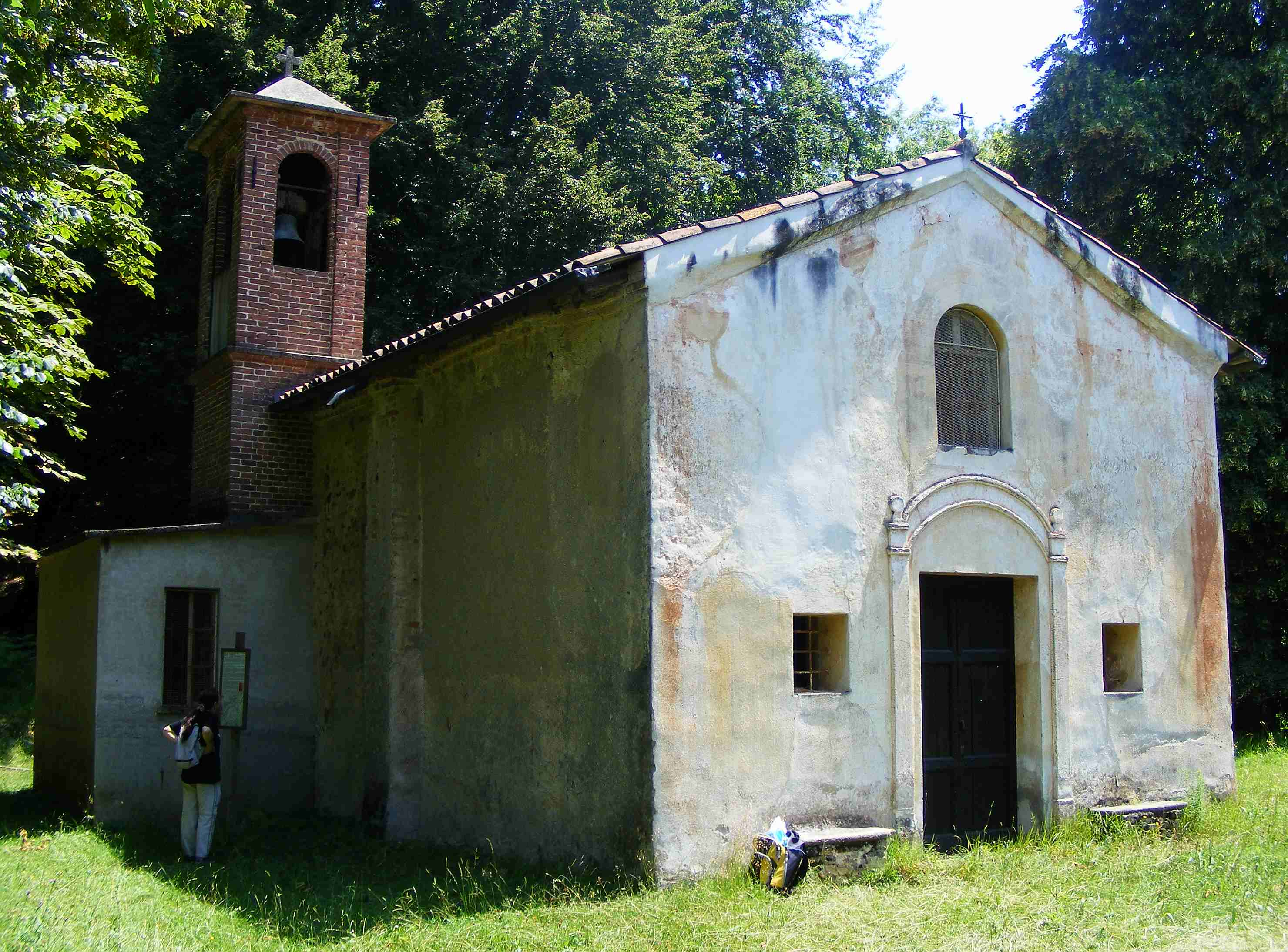
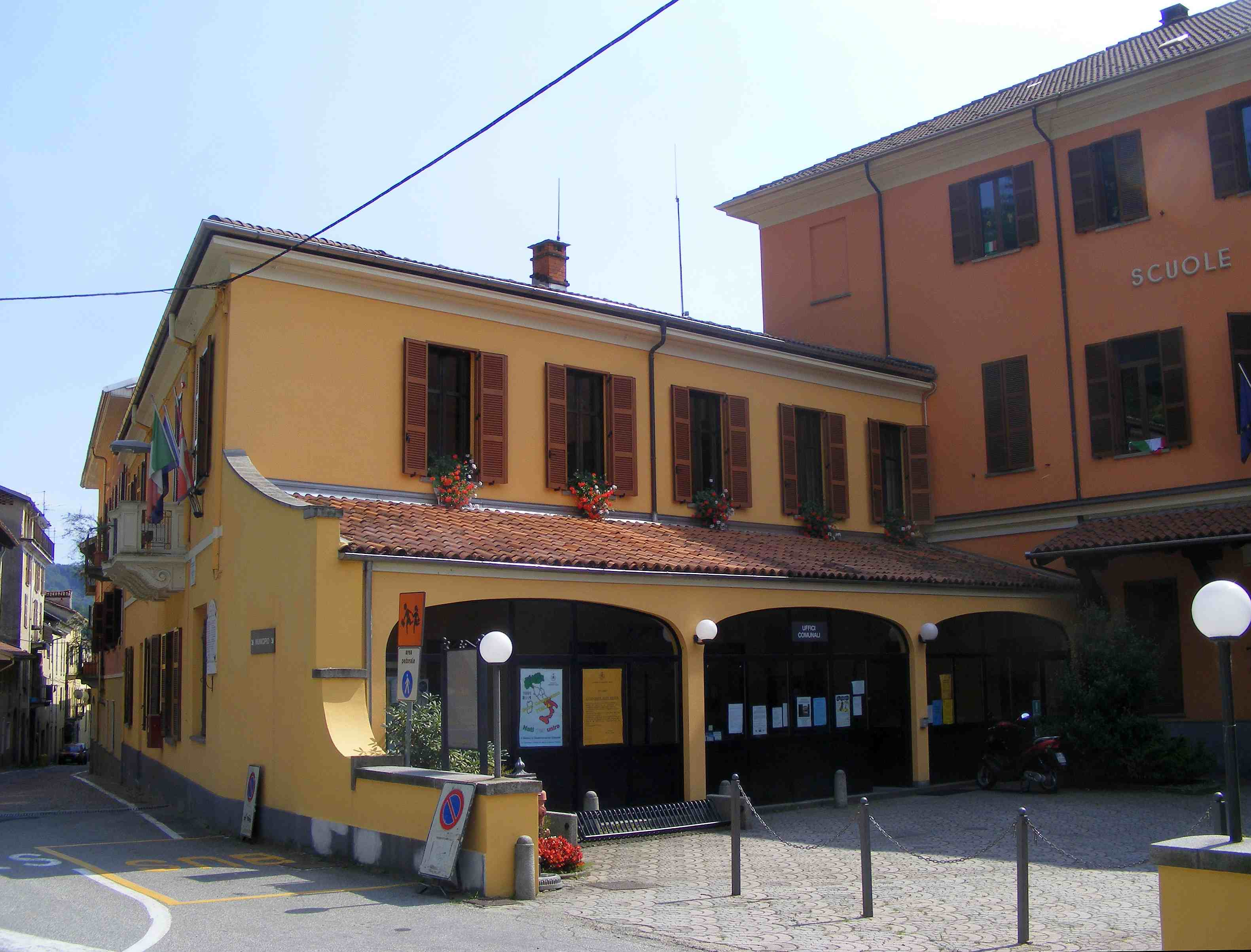

Ailoche · Andorno Micca · Benna · Biella · Bioglio · Borriana · Brusnengo · Callabiana · Camandona · Camburzano · Campiglia Cervo · Candelo · Caprile · Casapinta · Castelletto Cervo · Cavaglià · Cerreto Castello · Cerrione · Coggiola · Cossato · Crevacuore · Crosa · Curino · Donato · Dorzano · Gaglianico · Gifflenga · Graglia · Lessona · Magnano · Massazza · Masserano · Mezzana Mortigliengo · Miagliano · Mongrando · Mosso · Mottalciata · Muzzano · Netro · Occhieppo Inferiore · Occhieppo Superiore · Pettinengo · Piatto · Piedicavallo · Pollone · Ponderano · Portula · Pralungo · Pray · Quaregna · Ronco Biellese · Roppolo · Rosazza · Sagliano Micca · Sala Biellese · Salussola · Sandigliano · Selve Marcone · Soprana · Sordevolo · Sostegno · Strona · Tavigliano · Ternengo · Tollegno · Torrazzo · Trivero · Valdengo · Vallanzengo · Valle Mosso · Valle San Nicolao · Veglio · Verrone · Vigliano Biellese · Villa del Bosco · Villanova Biellese · Viverone · Zimone · Zubiena · Zumaglia
1. ↑  https://demo.istat.it/?l=it.